# Grand Prix Formule 1 van Monaco 1988
De Grand Prix Formule 1 van Monaco 1988 werd gehouden op 15 mei 1988 in Monaco.

## Verslag

### Kwalificatie
McLaren domineerde de kwalificatie: Ayrton Senna pakte de pole-position met 1,4 seconde voor Alain Prost en 2,7 seconden voor Gerhard Berger.

### Race
Senna leidde vanaf de start, terwijl Berger voorbij Prost was gegaan. In de eerste bocht gebeuren een aantal ongelukken: Alex Caffi reed tegen de muur, Philippe Streiff moest er opgeven met een kapotte kabel aan het gaspedaal en Nelson Piquet moest opgeven na een botsing met Eddie Cheever.
De rangorde Senna-Berger-Prost-Mansell-Alboreto-Nannini bleef dezelfde tot de 33ste ronde, toen Alboreto Mansell van de baan reed. In de 51ste ronde botsten Philippe Alliot en Riccardo Patrese. In de 54ste ronde ging Prost voorbij Berger. Hierop ging hij Senna achtervolgen. Ron Dennis had echter aangegeven dat zijn eerste plaats veilig was, waardoor hij begon te vertragen. In de 67ste ronde verloor Senna de concentratie en spinde van de baan. Hierdoor kon Prost alsnog de overwinning pakken. De beide Ferraris stonden achter Prost op het podium. Achter hen finishten Derek Warwick, Jonathan Palmer en Riccardo Patrese nog in de punten.

## Uitslag
| Positie | Nummer | Rijder             | Team            | Ronden | Tijd/Opgave       | Startplaats | Punten |
| ------- | ------ | ------------------ | --------------- | ------ | ----------------- | ----------- | ------ |
| 1       | 11     | Alain Prost        | McLaren-Honda   | 78     | 1:57:17.077       | 2           | 9      |
| 2       | 28     | Gerhard Berger     | Ferrari         | 78     | + 20.453          | 3           | 6      |
| 3       | 27     | Michele Alboreto   | Ferrari         | 78     | + 41.229          | 4           | 4      |
| 4       | 17     | Derek Warwick      | Arrows-Megatron | 77     | + 1 Ronde         | 7           | 3      |
| 5       | 3      | Jonathan Palmer    | Tyrrell-Ford    | 77     | + 1 Ronde         | 10          | 2      |
| 6       | 6      | Riccardo Patrese   | Williams-Judd   | 77     | + 1 Ronde         | 8           | 1      |
| 7       | 29     | Yannick Dalmas     | Larrousse-Ford  | 77     | + 1 Ronde         | 21          |        |
| 8       | 20     | Thierry Boutsen    | Benetton-Ford   | 76     | + 2 Rondes        | 16          |        |
| 9       | 21     | Nicola Larini      | Osella          | 75     | + 3 Rondes        | 25          |        |
| 10      | 16     | Ivan Capelli       | March-Judd      | 72     | + 6 Rondes        | 22          |        |
| NF      | 12     | Ayrton Senna       | McLaren-Honda   | 66     | Spin              | 1           |        |
| NF      | 30     | Philippe Alliot    | Larrousse-Ford  | 50     | Botsing           | 13          |        |
| NF      | 15     | Mauricio Gugelmin  | March-Judd      | 45     | Benzinesysteem    | 14          |        |
| NF      | 9      | Piercarlo Ghinzani | Zakspeed        | 43     | Versnellingsbak   | 23          |        |
| NF      | 19     | Alessandro Nannini | Benetton-Ford   | 38     | Versnellingsbak   | 6           |        |
| NF      | 24     | Luis Perez-Sala    | Minardi-Ford    | 36     | Aandrijving       | 15          |        |
| NF      | 5      | Nigel Mansell      | Williams-Judd   | 32     | Botsing           | 5           |        |
| NF      | 22     | Andrea de Cesaris  | Rial-Ford       | 28     | Motor             | 19          |        |
| NF      | 25     | René Arnoux        | Ligier-Judd     | 17     | Motor             | 20          |        |
| NF      | 32     | Oscar Larrauri     | EuroBrun-Ford   | 14     | Remmen            | 18          |        |
| NF      | 18     | Eddie Cheever      | Arrows-Megatron | 8      | Motor             | 9           |        |
| NF      | 26     | Stefan Johansson   | Ligier-Judd     | 6      | Motor             | 26          |        |
| NF      | 31     | Gabriele Tarquini  | Coloni-Ford     | 5      | Ophanging         | 24          |        |
| NF      | 1      | Nelson Piquet      | Lotus-Honda     | 1      | Botsing           | 11          |        |
| NF      | 36     | Alex Caffi         | Dallara-Ford    | 0      | Spin              | 17          |        |
| NF      | 14     | Philippe Streiff   | AGS-Ford        | 0      | Gaspedaal         | 12          |        |
| NQ      | 2      | Satoru Nakajima    | Lotus-Honda     |        |                   |             |        |
| NQ      | 10     | Bernd Schneider    | Zakspeed        |        |                   |             |        |
| NQ      | 23     | Adrián Campos      | Minardi-Ford    |        |                   |             |        |
| DQ      | 33     | Stefano Modena     | EuroBrun-Ford   |        | Gediskwalificeerd |             |        |

## Wetenswaardigheden
- Stefano Modena werd gediskwalificeerd doordat hij een gewichtscontrole miste.

## Statistieken
| Pole-position | Ayrton Senna | McLaren-Honda | 1:23.998 |
| Snelste ronde | Ayrton Senna | McLaren-Honda | 1:26.321 |

## Noot
- Dit was de vijftigste pole position voor een Braziliaanse coureur.

1929 · 1930 · 1931 · 1932 · 1933 · 1934 · 1935 · 1936 · 1937 · 1948 · 1950 · 1955 · 1956 · 1957 · 1958 · 1959 · 1960 · 1961 · 1962 · 1963 · 1964 · 1965 · 1966 · 1967 · 1968 · 1969 · 1970 · 1971 · 1972 · 1973 · 1974 · 1975 · 1976 · 1977 · 1978 · 1979 · 1980 · 1981 · 1982 · 1983 · 1984 · 1985 · 1986 · 1987 · 1988 · 1989 · 1990 · 1991 · 1992 · 1993 · 1994 · 1995 · 1996 · 1997 · 1998 · 1999 · 2000 · 2001 · 2002 · 2003 · 2004 · 2005 · 2006 · 2007 · 2008 · 2009 · 2010 · 2011 · 2012 · 2013 · 2014 · 2015 · 2016 · 2017 · 2018 · 2019 · 2020 · 2021 · 2022 · 2023 · 2024 · 2025